# Wilhelm Henneberg
Wilhelm Johann Julius Henneberg, född 10 september 1825 i Wasserleben vid Wernigerode, död 22 november 1890 i Greene vid Kreiensen, var en tysk agrikulturkemist.
Henneberg blev 1857 föreståndare för försöksstationen i Weende vid Göttingen (flyttade 1875 till Göttingen) och 1865 därjämte professor i kemi vid Göttingens universitet. Hans till stor del i samarbete med Friedrich Stohmann utförda utfodrings- och respirationsförsök blev epokgörande för sin tid och ha varit grundläggande för de läror i avseende på husdjurens rationella utfodring, som intill 1800-talets slut var gällande. 
Henneberg publicerade sina försöksresultat i Beiträge zur Begründung einer rationellen Fütterung der Wiederkäuer (1860-64), Neue Beiträge etc. (1870-72) och i synnerhet i "Journal für Landwirtschaft", vilken tidskrift han grundade 1853. En förteckning över hans skrifter intill 1877 finns i "Festschrift zur Feier des 25-jährigen Jubiläums der Versuchsstation Möckern". Han var medicine hedersdoktor i Halle an der Saale och ledamot av svenska Lantbruksakademien (1874).